# 14-es villamos (Prága)
A prágai 14-es jelzésű villamos a Nádraží Vysočany és a Spořilov között közlekedik.

## Útvonala
| Spořilov felé | Nádraží Vysočany felé |
| --- | --- |
| Vysočanská – Pod Pekárnami – Sokolovská – U Balabenky – Na Žertvách – Libeňský most – Dělnícká – Komunardů – Bubenské nábřeží – Bubenská – Hlávkův most – Těšnov – Na Pořící – Havlíčkova – Dlážděná – Jindřišská – Vodičkova – Lazarská – Spálená – Karlovo náměstí – Vyšehradská – Na Slupi – Jaromírova – Křesomyslova – Bělehradská – Náměstí Bratří Synků – Nuselská – U Plynámy – Chodovská – aluljáró – Spořilov | Spořilov – aluljáró – Chodovská – U Plynámy – Nuselská – Náměstí Bratří Synků – Bělehradská – Křesomyslova – Jaromírova – Na Slupi – Vyšehradská – Karlovo náměstí – Spálená – Lazarská – Vodičkova – Jindřišská – Dlážděná – Havlíčkova – Na Pořící – Těšnov – Hlávkův most – Bubenská – Bubenské nábřeží – Komunardů – Dělnícká – Libeňský most – Na Žertvách – U Balabenky – Sokolovská – Nádraží Vysočany |

## Megállóhelyei
| 0  | Vysočanská                  | ∫  |                                         |
| 1  | Nádraží Vysočany végállomás | 51 | B 16 R10 S2 R21 S22 S3 S34 R43 S9       |
| 2  | Poliklinika Vysočany        | 50 | 16                                      |
| 4  | Divadlo Gong                | 49 | 16                                      |
| 5  | Balabenka                   | 47 | 8, 16, 25                               |
| 7  | Palmovka                    | 45 | B 1, 3, 6, 8, 10, 16, 24, 25            |
| 8  | Palmovka                    | 44 | B 1, 3, 6, 8, 10, 16, 24, 25            |
| 10 | Libeňský most               | 42 | 1, 6, 25                                |
| 12 | Maniny                      | 40 | 1, 6, 25                                |
| ∫  | Dělnická                    | 38 | 1, 6, 12, 25                            |
| 13 | Tusarova                    | ∫  | 1, 12, 25                               |
| 15 | Pražská tržnice             | 36 | 1, 12, 25 · P7                          |
| 17 | Vltavská                    | 35 | C 1, 12, 25 S5 R24 R45                  |
| 18 | Štvanice                    | 34 |                                         |
| 19 | Těšnov                      | 33 |                                         |
| 21 | Bílá labuť                  | 32 | 3, 8, 24                                |
| 23 | Masarykovo nádraží          | 30 | B 3, 6, 15, 24, 26 S1 S2 S22 S34 S4 R41 |
| 25 | Jindřišská                  | 28 | 3, 5, 6, 9, 24                          |
| 27 | Václavské náměstí           | 26 | A B 3, 5, 6, 9, 24                      |
| 28 | Vodičkova                   | 24 | 3, 5, 6, 9, 24                          |
| 29 | Lazarská                    | 23 | 3, 5, 6, 9, 24                          |
| ∫  | Novoměstská radnice         | 21 | B 2, 3, 6, 18, 22, 23, 24               |
| 31 | Karlovo náměstí             | 20 | B 2, 3, 4, 6, 10, 16, 18, 22, 23, 24    |
| 32 | Moráň                       | ∫  | B 2, 3, 4, 10, 16, 18, 24               |
| 34 | Botanická zahrada           | 18 | 18, 24                                  |
| 36 | Albertov                    | 17 | 7, 18, 24                               |
| 37 | Ostrčilovo náměstí          | 16 | 7, 18, 24                               |
| 39 | Svatoplukova                | 15 | 7, 18, 24                               |
| 40 | Divadlo Na Fidlovačce       | 13 | 7, 18, 24                               |
| 42 | Náměstí Bratří Synků        | 12 | 6, 7, 11, 18, 24                        |
| 44 | Horky                       | 9  | 11                                      |
| 45 | Pod Jezerkou                | 7  | 11                                      |
| 47 | Michelská                   | 6  | 11                                      |
| 48 | Plynárna Michle             | 4  | 11                                      |
| 49 | Chodovská                   | 3  | 11                                      |
| 51 | Teplárna Michle             | 1  | 11                                      |
| 54 | Spořilov végállomás         | 0  | 11                                      |